# 束果茶藨子
束果茶藨子（学名：Ribes takare var. desmocarpum）为虎耳草科茶藨子属下的一个变种。

## 扩展阅读
- 維基物種上的相關：束果茶藨子